# Christian Berrenrath
Christian Berrenrath (* 10. März 1857 in Bachem; † 1. Januar 1941 in Köln) war Offizial im Erzbistum Köln.
Nach dem Studium der Theologie in Rom empfing er dort auch am 28. Oktober 1884 die Priesterweihe. Ab dem 17. Dezember 1886 als Subsidiar in Hilden tätig, wurde er am 13. Dezember 1887 zum Rektor am Franziskus-Hospital in Köln-Ehrenfeld ernannt und bereits am 6. April 1888 Präses des Collegiums Josephinum in Bad Münstereifel, einem Knaben-Konvikt des Erzbistums Köln. Vom 1. Oktober 1889 bis zum Frühjahr 1929 war Berrenrath zudem als Seminarprofessor für Dogmatik und Moraltheologie tätig.
Erzbischof Philippus Krementz berief ihn am 21. August 1912 zum Subregens am Kölner Priesterseminar, wo er am 19. März 1914 zum Präses wurde. Am 29. Januar 1915 zum Päpstlichen Hausprälaten erhoben, berief ihn Erzbischof Felix von Hartmann am 26. August 1918 zudem zum Prosynodalrichter.
Am 4. April 1921 wurde der zum Dr. theol. et phil. promovierte Berrenrath zum Kölner Domherren erhoben und am von Erzbischof Karl Joseph Schulte am 28. August 1926 zum stellvertretenden Offizial bestellt. Nachdem er im Frühjahr 1929 als Präses des Priesterseminares zurückgetreten war, wurde er am 6. Mai 1929 Generalvikariatsrat und am 14. April 1930 zum Offizial, als welches er am 24. November 1937 entpflichtet wurde.